# Audrey Gogniat
Audrey Gogniat (* 30. Oktober 2002 in Le Noirmont) ist eine Schweizer Sportschützin. Sie übt die Gewehrdisziplin Luftgewehrschiessen aus und gehört der Nationalmannschaft von Swiss Shooting an.

## Biografie
Gogniat wuchs in Le Noirmont im Kanton Jura auf und absolvierte das Gymnasium in La Chaux-de-Fonds. Mit dem Schiessen begann sie im Alter von sieben Jahren unter der Aufsicht ihres Vaters. Nachdem sie 2022 Profi geworden war, gewann sie bei den Europaspielen 2023 in Krakau die Goldmedaille in der Luftgewehr-Mannschaftswertung, gemeinsam mit Nina Christen und Chiara Leone. Bei den Weltmeisterschaften 2023 in Baku erreichte sie Platz 6. Ihren bisher grössten Erfolg feierte sie bei den Olympischen Sommerspielen 2024 mit dem Gewinn der Bronzemedaille im 10-m-Luftgewehrschiessen.